# Joseph G. Galway
Pour les articles homonymes, voir Galway (homonymie).
Joseph G. Galway (1922-1998) est un météorologue américain pionnier dans le domaine de la recherche sur les phénomènes dangereux associés aux orages. Il fut l'un des premiers prévisionnistes du bureau Severe Local Storms et directeur adjoint du National Severe Storms Forecast Center (NSSFC) (maintenant appelés Storm Prediction Center). Il a ainsi aidé à définir les critères prédictifs à l'échelle synoptique et à la mésoéchelle associés aux orages violents et aux tornades. Il est en particulier connu comme le père de l'Indice de soulèvement (LI).

## Biographie
Joseph G. Galway est né le 3 décembre 1922 à Cambridge, dans le Massachusetts. Ses parents l'ont encouragé à faire des études supérieures et il a débuté au Boston College en mathématiques et en économie. Il s'engagea dans l'armée à l'automne de 1940, avec la guerre imminente, et reçut une formation comprimée au collège en seulement 28 mois. En décembre 1942, il fut affecté au service aérien de l'armée américaine. Là, Galway fut envoyé à l’université Brown pour suivre un programme de pré-météorologie de 26 semaines, puis a été inscrit au programme de 9 mois de météorologie pour cadet-officier du Massachusetts Institute of Technology (MIT) le 4 octobre 1943.
Diplômé du 5 juin 1944, Galway fut envoyé comme contrôleur aérien sur le théâtre du Pacifique où il écrivit des notes avec lesquelles il rédigea Across the Pacific en 1947 mais qui ne fut pas publié. Après avoir quitté l'armée de l'air en 1946, Galway est retourné au Boston College et a obtenu son baccalauréat en économie en 1947 avant de s'inscrire au Babson Institute of Business Administration de Wellesley, dans le Massachusetts.
Galway est ensuite retourné au MIT pour suivre un cours de rafraîchissement en météorologie en 1949, tout en postulant pour un poste de prévisionniste au Weather Bureau américain. En 1950, il travailla à la Woods Hole Oceanographic Institution, mais en décembre le Bureau lui proposa un emploi à Jacksonville, en Floride, et s'y rapporta le 1er février 1951. Au printemps 1952, le chef du Bureau, Francis Reichelderfer, forma une unité spéciale chargée de la prévision des orages violents après le succès de la première prévision réussie d'une tornade à la base aérienne de Tinker à Oklahoma City le 25 mars 1948. Joseph Galway fut le premier prévisionniste à accepter un poste à cette unité connue sous le nom de Severe Local Storms Unit (SELS). Le groupe de cinq prévisionnistes fut formé aux règles de prévision par des membres du Weather Bureau et de l'Unité d'analyse de la marine de l'armée de terre.
Les prévisionnistes du SELS travaillaient par équipe pour publier des bulletins et des avertissements, mais furent également encouragés à consacrer du temps à des projets de recherche durant la saison morte. La recherche de Galway a ainsi commencé au milieu des années 1950 et s'est continué jusqu'à sa retraite en 1984. Il fut un prévisionniste de 1952 à 1965, puis de 1972 à 1984, agissant comme directeur adjoint du centre (alors nommé National Severe Storms Forecast Center) entre les deux périodes.
Certaines de ses premières contributions furent : l'Indice de soulèvement (LI), et la relation entre la position du cœur du courant-jet et les tornades. Galway était déterminé à voir ses idées publiées et dut contourner une directive bureaucratique du moment au Weather Bureau qui bloquait sa publication. Il publia donc initialement son plus célèbre concept, celui sur le LI, dans la section « Correspondance » du Bulletin of the American Meteorological Society au lieu d'un article régulier.
Outre ses contributions à la météorologie, Galway écrivit sur l’histoire des prévisions météorologiques aux États-Unis. Il est décédé à Kansas City (Missouri) le 29 juin 1998.